# Felix Frankfurter
Felix Frankfurter (Vienna, 15 novembre 1882 – Washington, 22 febbraio 1965) è stato un giurista statunitense, giudice associato della Corte suprema dal 1939 al 1962. Nominato da Franklin Delano Roosevelt, è stato il principale esponente della dottrina del judicial self-restraint.

## Biografia
Nato a Vienna (allora parte dell'Austria-Ungheria) nel 1882 da genitori ebrei, emigrò a New York nel 1894, all'età di 12 anni, con la sua famiglia. Da giovane frequentò la sala lettura della Cooper Union.
Nel 1920 è stato uno dei fondatori dell'American Civil Liberties Union. Nel 1922 collaborò con Nathan Roscoe Pound allo studio Criminal Justice in Cleveland.
Nel 1939 fu nominato giudice associato della Corte suprema da Franklin Delano Roosevelt al posto che era stato di Benjamin N. Cardozo.
Nel 1943 incontrò Jan Karski per conto del Presidente, e reagì con incredulità al suo racconto di quanto stava avvendendo nei campi di sterminio.
Nel 1948 scelse il primo law clerk della Corte Suprema afro-americano, William Thaddeus Coleman Jr., che successivamente fu anche Segretario dei Trasporti.
Si ritirò nel 1962. Gli successe Arthur Goldberg. Nel 1963 ricevette la Medaglia presidenziale della libertà with Distinction da John Fitzgerald Kennedy. Morì nel 1965.